# Володимирське територіальне медичне об'єднання
Володимирське територіальне медичне об'єднання (до грудня 2022 року — Володимир-Волинське територіальне медичне об'єднання, також Володимирське ТМО, ВВТМО) — головна установа охорони здоров'я в місті Володимир та Володимирському районі Волинської області. Надає як первинну, так і кваліфіковану медичну допомогу жителям міста і району. Володимир-Волинське територіальне медичне об'єднання створено наприкінці 2011 року шляхом злиття Володимир-Волинської центральної районної лікарні, Володимир-Волинської стоматологічної поліклініки, Устилузької міської лікарні, лікарських амбулаторій та фельдшерсько-акушерських пунктів району для покращення організації роботи медичних установ району та оптимізації їх фінансування. З 1 січня 2014 року створено Володимир-Волинський центр первинної медико-санітарної допомоги як відокремлений підрозділ Володимир-Волинського ТМО. З 1 січня 2019 року центр первинної медико-санітарної допомоги працює як самостійний комунальний заклад. З 1 березня 2019 року стоматологічна поліклініка також працює як окреме комунальне підприємство. З початку 2023 року заклад перейменовано на Володимирське територіальне медичне об'єднання у зв'язку з перейменуванням міста.

## Історія
Точної дати виникнення лікарні у Володимирі немає. Так, у літературному пам'ятнику кінця XVI століття — «Заповіті» Василя Загоровського, тодішнього волинського маршалка та городничого Володимира-Волинського, вказано, що він заповів частину своїх коштів на створення шпиталів при церкві св. Іллі у Володимирі, а також у приміському селі Суходоли.

### Російська імперія

#### Міська лікарня
Станом на 1907 рік міська лікарня діяла в орендованому домі Полубинського на вулиці Ковельській. Утримувалась за рахунок субвенцій з бюджету та прибутків від діяльності. Плата за один день перебування — 25 копійок.

#### Земська лікарня
Згідно перепису населення за часів Російської імперії, у 1910—1911 роках, у Володимирі-Волинському діяла земська лікарня з інфекційним відділенням.

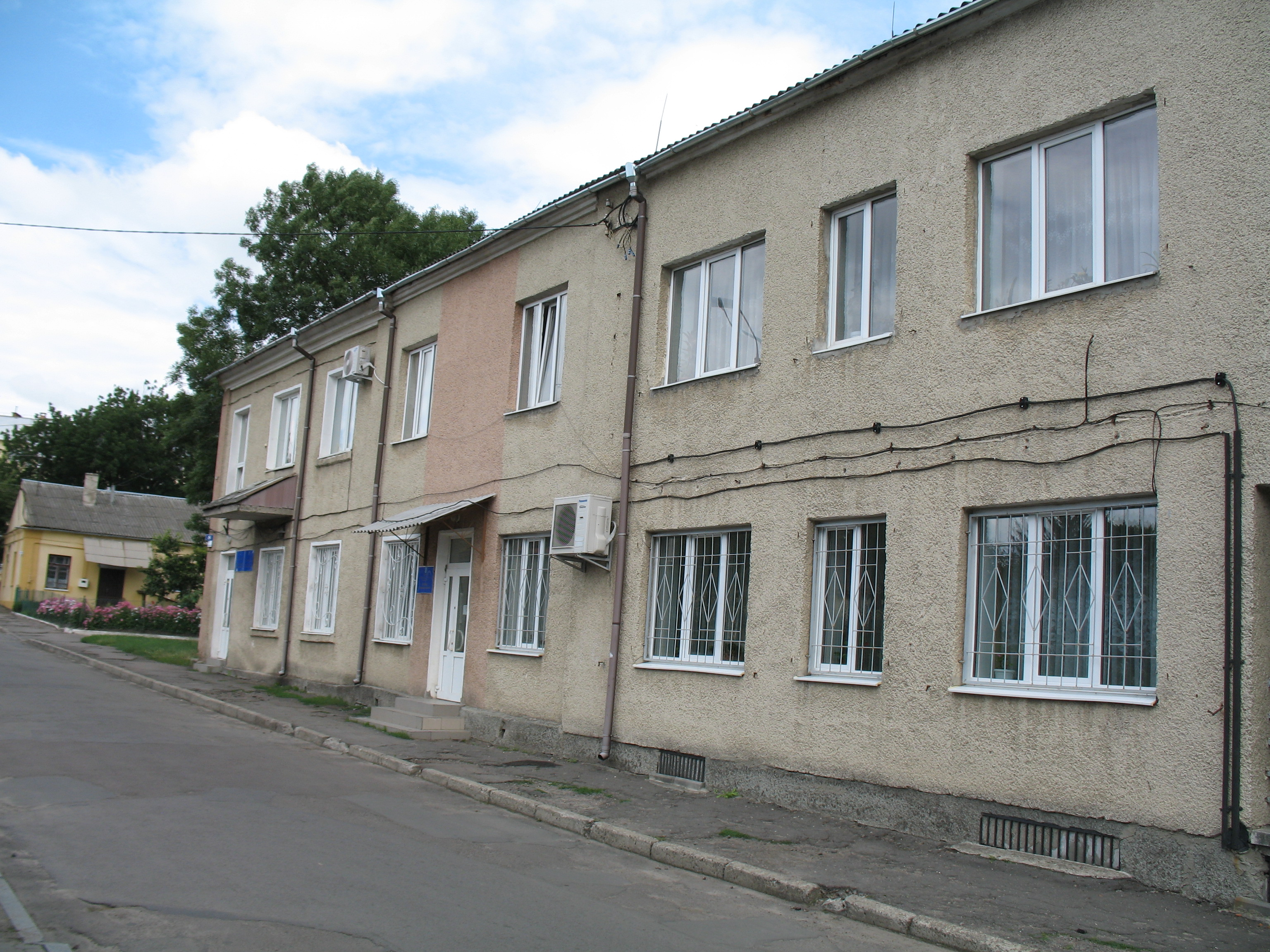
Приміщення пологового будинку доктора Зінкевича. Сучасний вигляд (зараз — приміщення управління соцзахисту та праці міської ради)

#### Єврейська лікарня-притулок
Єврейська лікарня-притулок відкрита 1892 року. Мала 16 ліжок. Розташовувалась по вулиці Гноєнській у власному будинку. Плата за перебування у лікарні становила — 25 копійок на день, для бідних — безкоштовно. Амбулаторний прийом та ліки — безкоштовно. При лікарні був безоплатний притулок для немічних та старих мешканців-євреїв Володимира.

#### Військова лікарня

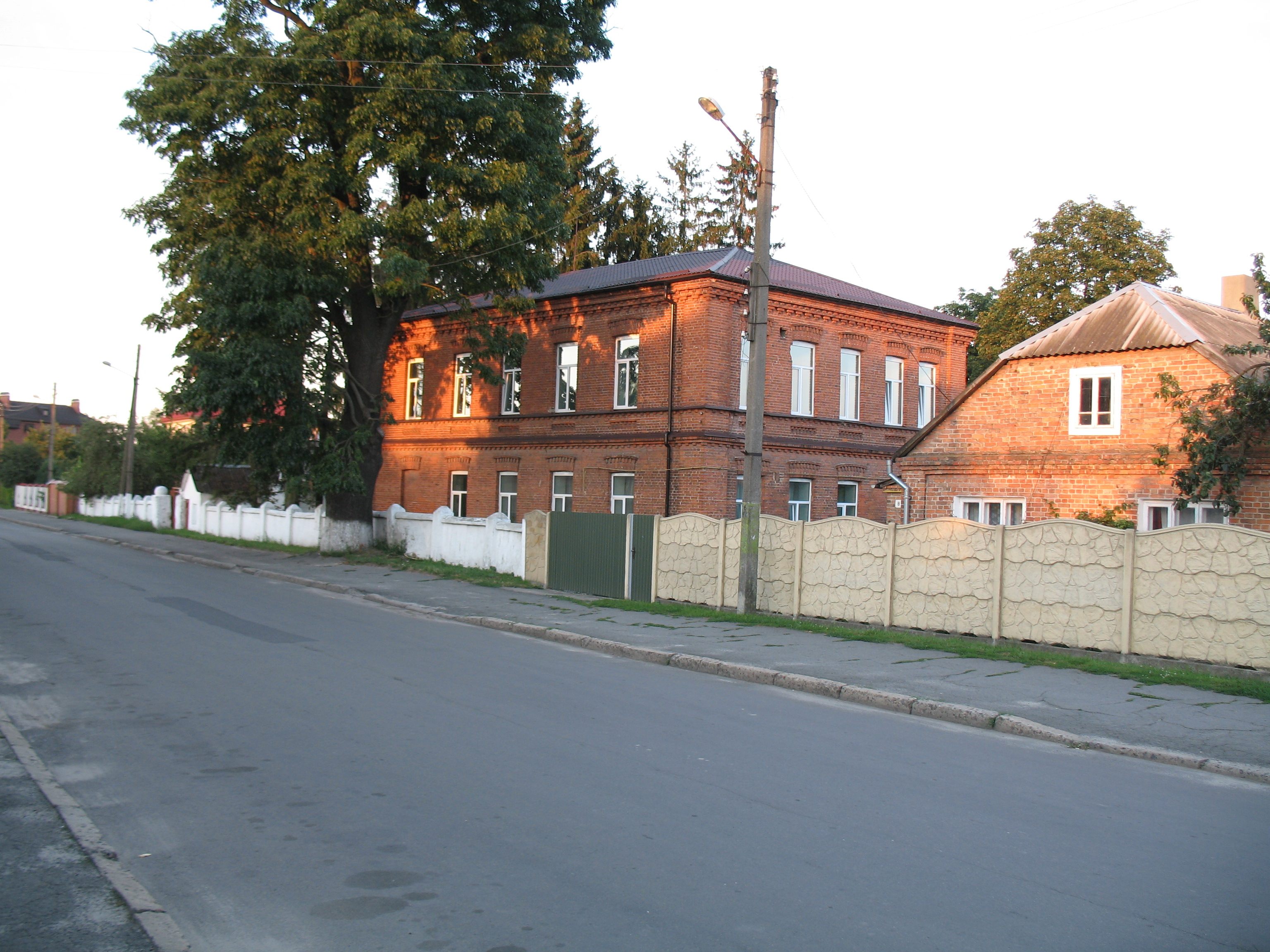
Червона лікарня (зараз — приміщення інфекційного відділення ТМО)

Медичну допомогу жителям міста також надавали у військових лазаретах, оскільки ще з часів приєднання Володимира до Російської імперії у місті постійно знаходився великий військовий гарнізон. Саме військові побудували на вулиці Гноєнській (нині — вулиця генерала Шухевича) військовий госпіталь, у приміщенні якого з 1915 року до 2022 року розміщувалося інфекційне відділення, спочатку земської лікарні, пізніше ЦРЛ та ТМО (так звана «червона лікарня»).
У 1915 р. міська влада придбала у Відні санітарного воза — прообраз «швидкої допомоги».

### Річ Посполита

#### Повітовий шпиталь
За часів Другої Речі Посполитої з 1928 р. у місті діяв повітовий шпиталь, який фінансувався місцевим самоврядуванням. Розташовувався він за адресою вул. Ліса-Кулі, 20. Шпиталь був розрахований на 65 ліжок. У народі його називали «біла лікарня» на відміну від «червоної» — військової на вул. Гноєнській.

#### Пологовий будинок доктора Зінкевича
Також працював пологовий будинок доктора Зінкевича на 10 місць.

#### Військовий районний шпиталь
Діяв у місті з 1919 по 1924 рік, коли був перетворений на гарнізонний лазарет (закритий у 1929 році).

#### Приватна практика лікарів
Більша частина лікарів міста практикували як приватні лікарі. Серед 17 зареєстрованих лікарів у місті лише троє були українцями, серед яких був і Арсен Річинський, який з 1922 по 1925 роки був головним лікарем Володимир-Волинської лікарні.

### Друга світова війна
Після радянської анексії західноукраїнських земель у Володимирі-Волинському було створено 2 лікарні — центральна районна та інфекційна, пологовий будинок, дитяча консультація, санепідемстанція, міська амбулаторія. У часи німецько-радянської війни лікувальні заклади міста припинили роботу, і відновили її лише через кілька місяців після відновлення радянської влади — у листопаді 1944 року. 

Під час нацистської окупації у приватному будинку по вулиці Львівській діяв підпільний санітарний пункт Армії Крайової, яким опікувалась Зофія Худзинська.

У місті у післявоєнний час також працювали туберкульозна лікарня (до 1990 року як окремий заклад, з 1990 до 2000 як відділення ЦРЛ), шкірвендиспансер (до 1990 року як окремий заклад, з 1990 року як відділення ЦРЛ), онкодиспансер (у приміщенні, де тепер розміщена санепідемстанція, нині не працює), стоматологічна поліклініка.

### Радянська доба
Від післявоєнного часу приміщення лікувальних закладів були розкидані по території цілого міста. Центральний корпус лікарні розміщувався по вулиці Павлова, де тепер знаходяться пологове та гінекологічне відділення, пологове відділення знаходилось у центрі міста (нині будівля місвідділу соцзахисту), гінекологічне відділення — напроти пологового (цей будинок не зберігся), поліклініка — у будинку на вулиці Ковельській № 30 (нині — житловий будинок), пізніше на вулиці Горка, потім по вулиці Ковельській, біля будівлі центрального корпусу лікарні. На території селища цукрового заводу працювала стоматполіклініка, на розі вулиць Карла Маркса (нині Устилузька) і Тельмана (нині Драгоманова) працював шкірвендиспансер. Частина відділень розміщувались у прибудовах до центрального корпусу лікарні. У 1981 році споруджено новий корпус центральної районної лікарні на 220 ліжок (усього в ЦРЛ на той час було 620 ліжок). Це сприяло переведенню більшості відділень у центральний корпус, а частину інших — у ближчі до центрального корпусу відділення. У цей час до ЦРЛ було приєднано служби пологового будинку, які стали підрозділами ЦРЛ. У 1989 році у ЦРЛ відкрито відділення анестезіології і реанімації.

#### Туберкульозна лікарня
Існувала щонайменше з 1956 року. Була розташована у приміщеннях колишньої в'язниці «на валах». Впродовж 1956—1987 рр. головним лікарем був Микола Ваврисевич. У 1990 році туберкульозна лікарня приєднана до ЦРЛ як туберкульозне відділення.

#### Станція переливання крові
Володимирська станція переливання крові збудована у 1992 році, а почалось будівництво на той час стратегічного об'єкту ще наприкінці 80-х років на замовлення Міністерства оборони СРСР.

### Незалежність
Наприкінці 2011 року, зважаючи на ймовірність створення в рамках тогочасних експериментів у медицині госпітального округу, центром якого мав стати не Володимир-Волинський, а сусідній Нововолинськ, було прийнято рішення про створення на базі ЦРЛ Володимир-Волинського територіального медичного об'єднання. До складу новоствореного медичного об'єднання увійшли Володимир-Волинська ЦРЛ, Устилузька міська лікарня, районна стоматполіклініка, лікарські амбулаторії та ФАПи району.
З 1 січня 2014 року, як відокремлений підрозділ ТМО, створено Володимир-Волинський центр первинної медико-санітарної допомоги. До його складу увійшли колишнє терапевтичне відділення районної поліклініки (переформовано в міську амбулаторію загальної практики—сімейної медицини), 3 лікарські амбулаторії, 52 ФАПи та 8 медичних пунктів у селах району. У листопаді 2015 року у міську амболаторію ЗПСМ № 2 переформовано районну дитячу поліклініку. Планується відкриття ще кількох амбулаторій ЗПСМ у місті та кількох селах району.
Також із 1 січня 2014 року реформи торкнулись і колишньої районної поліклініки. Від неї було відділено не лише дільничну службу, яка була переведена до новоствореного центру ПМСД, а і відділення профілактичних оглядів. З початку 2014 року воно було відділене від райполіклініки, переведене в нове приміщення у корпусі, де розміщуються гінекологічне та пологове відділення, та отримало статус госпрозрахункового. Центральна районна поліклініка натомість дістала статус консультативної поліклініки, оскільки у її складі залишились лише фахівці вузьких спеціальностей.
З грудня 2014 року на території ТМО відкрито кабінет комп'ютерної томографії львівської приватної медичної фірми «Верус».
У жовтні 2015 року, вперше у Волинській області, на даху над хірургічним відділенням ТМО встановлено сонячні батареї, що дає можливість значно економити бюджетні кошти на енергоносії.
Наприкінці 2016 року публікація Постанови Кабінету міністрів України про порядок створення госпітальних округів, а також попередніх рішень чиновників обласного управління охорони здоров'я і міністерства охорони здоров'я України, згідно яких Володимир-Волинський не планується як центр госпітального округу, спричинила протести працівників лікарні, та зумовила зробити звернення народного депутата України Ігора Гузя до органів влади області та до міністерства охорони здоров'я. Наслідком цих протестів та звернення народного депутата стала рекомендація комісії з питань охорони здоров'я Волинської обласної ради рекомендувати створення госпітальних округів також і у Володимирі-Волинському та Любомлі, що пізніше було відображено в рішенні обласної ради, яка рекомендувала сформувати в області 8 госпітальних округів замісь запланованих трьох.

## Структура
- Центральна районна лікарня
  - Терапевтичне відділення
  - Хірургічне відділення
  - Дитяче відділення
  - Травматологічне відділення
  - Неврологічне відділення
  - Пологове відділення
  - Гінекологічне відділення
  - Дерматовенерологічне відділення
  - Психіатричне відділення
  - Інфекційне відділення
  - Відділення реанімації та інтенсивної терапії
  - Приймальне відділення
  - Рентгенологічне відділення
  - Фізіотерапевтичне відділення
  - Інформаційно-аналітичний відділ
  - Клінічна лабораторія
  - Консультативна поліклініка
  - Госпрозрахункове відділення профілактичних оглядів
  - Жіноча консультація

## Лікарі
- Річинський Арсен
- Дудек Мирослав
- Озеров Антон Хрисанфович
- Віцяк Павло Іванович
- Радченко Іван Федорович
- Наконечний Іван Федорович
- Висоцький Анатолій Дмитрович
- Саломон Шехтер
- Болеслав Слодковський (14 березня 1858 — 22 квітня 1934, доктор медицини, похований на Лодомирському кладовищі)
- Казимир Замойський
- Фелікс Рапчевський
- Марʼян Стефанович
- Меєр Зегер
- Станіслав Полянський
- Мошко Бебчук (Bebczuk Moszko; 1891 — 1941/1944?)
- Владислав Кузмицький
- Юзефа Аукштукайс-Вітковська (гарнізон)
- Елігій Собоцький (гарнізон)